# Dandakaranya

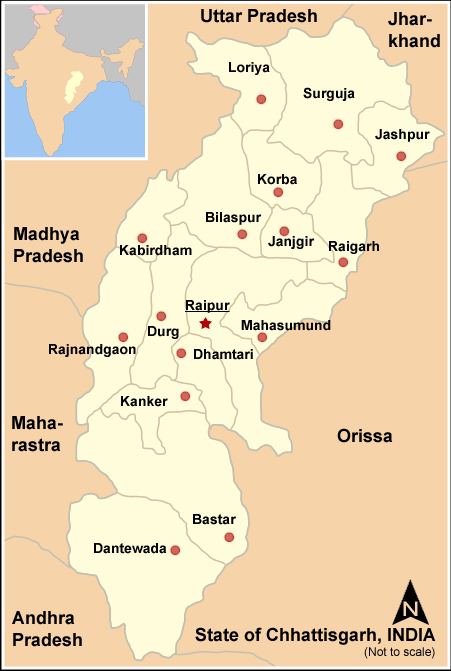
Dandakaranya es geográficamente equivalente a la división Bastar que cubre los tres distritos inferiores (llamados Kanker, Bastar y Dantewada) en este mapa de distrito de 2007 de Chhattisgarh; desde entonces estos 3 distritos se han dividido en más distritos

Dandakaranya es una región histórica de la India, mencionada en el Ramayana. Se identifica con un territorio aproximadamente equivalente a la división Bastar en el estado de Chhattisgarh en la parte centro-este de la India. Cubre alrededor de 92.200 kilómetros cuadrados de tierra, que incluye las colinas de Abujhmar en el oeste y los Ghats orientales en el este, incluidas las regiones de los estados de Telangana, Andhra Pradesh, Chhattisgarh y Odisha. Se extiende por unos 300 kilómetros de norte a sur y unos 500 kilómetros de este a oeste. Dandakaranya se traduce aproximadamente del sánscrito a "La jungla (aranya) del castigo (dandakas"). El distrito de Balaghat de Madhya Pradesh y los distritos Bhandara, Gondia y Gadchiroli de Maharashtra son parte de la antigua región Dandakaranya. 

## Toponimia
Dandaka-aranya, significa el bosque de Dandak, la morada del demonio Dandak. Dandaka (sánscrito: दंडक, IAST: Daṃḍaka) es el nombre de un bosque mencionado en el antiguo texto indio Ramayana. También se conoce como Dandakaranya, siendo aranya la palabra sánscrita para "bosque". Era la ubicación del Reino de Danda, un bastión de las tribus Ráksasa. Era el estado del Reino de Lanka bajo el reinado de Ravana. El gobernador de Ravana, Khara, gobernaba esta provincia.

## Como tierra sagrada en el hinduismo
Dandakaranya se considera sagrada en el hinduismo, ya que muchos relatos de la región la describen como un refugio en donde convivían antiguos pueblos hindúes y deidades hindúes. El Ramayana, una famosa epopeya sánscrita, sitúa en Dandakaranya un punto de inflexión en su trama, pues aquí es donde tiene lugar el complot de los objetivos divinos para desarraigar de la tierra a los ráksasas. Según el Ramayana, en Dandakaranya vivían muchas criaturas mortales y demonios. Muchos exiliados residían aquí y los sabios tenían que cruzar la región para llegar a la Cordillera de Vindhya. Rama, su esposa Sita y su hermano Lákshmana pasaron los primeros catorce años como exiliados viajando por la región. Esta región tiene una altitud promedio considerable y se encuentra principalmente en el estado indio de Chhattisgarh.